# Basilica di Maria Santissima Assunta (Petralia Sottana)
La Basilica di Maria Santissima Assunta, chiamata anche "Madrice" o chiesa madre, sorge nell'antico quartiere della "Pusterna" affacciata su piazza Umberto (û chianu â chiesa). È il principale luogo di culto cattolico di Petralia Sottana, ma senza dubbio la chiesa più grande delle Madonie, appartenente alla diocesi di Cefalù; è sede della parrocchia Maria Santissima Assunta.

## Storia

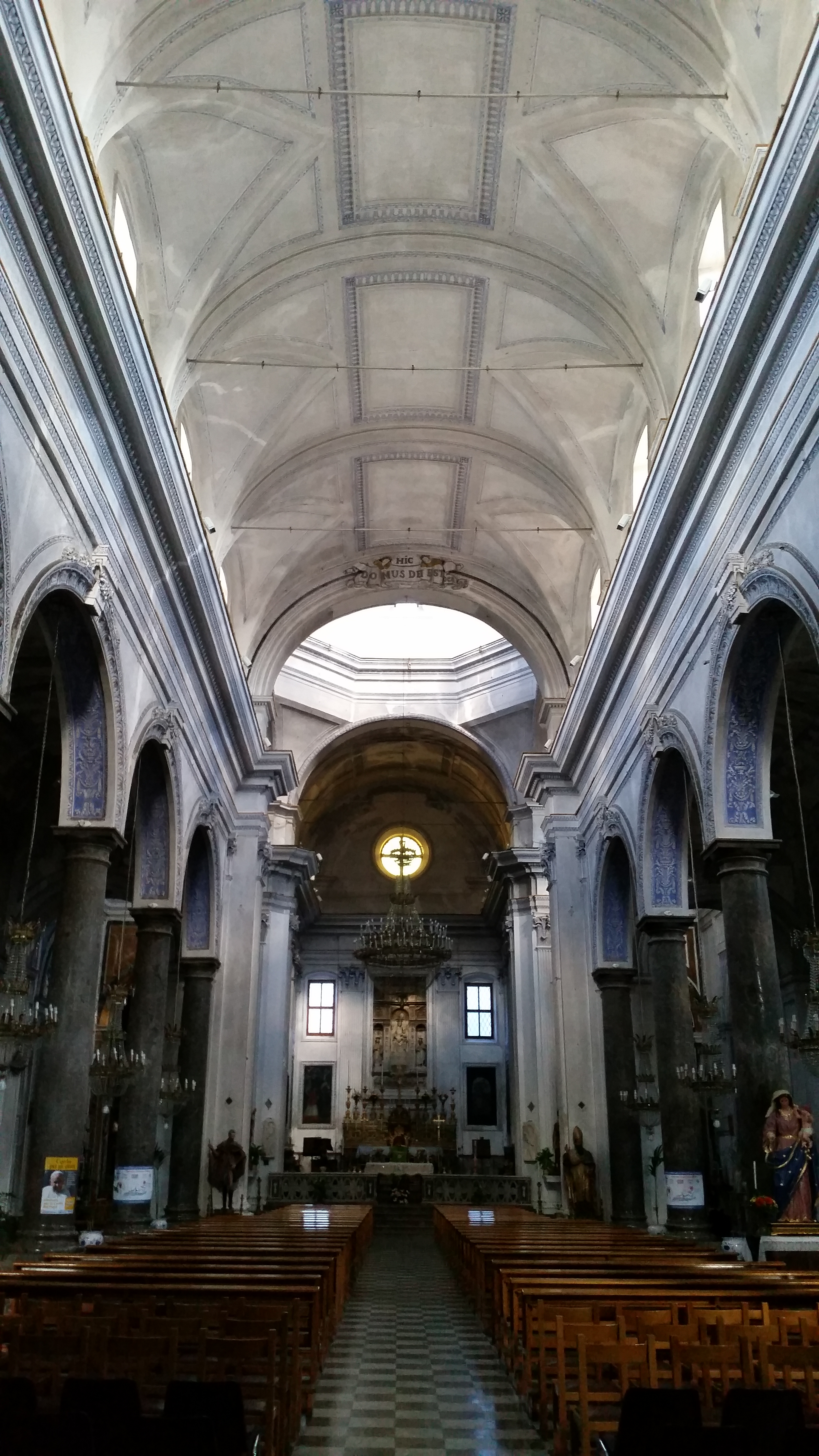
Navata. prima del restauro

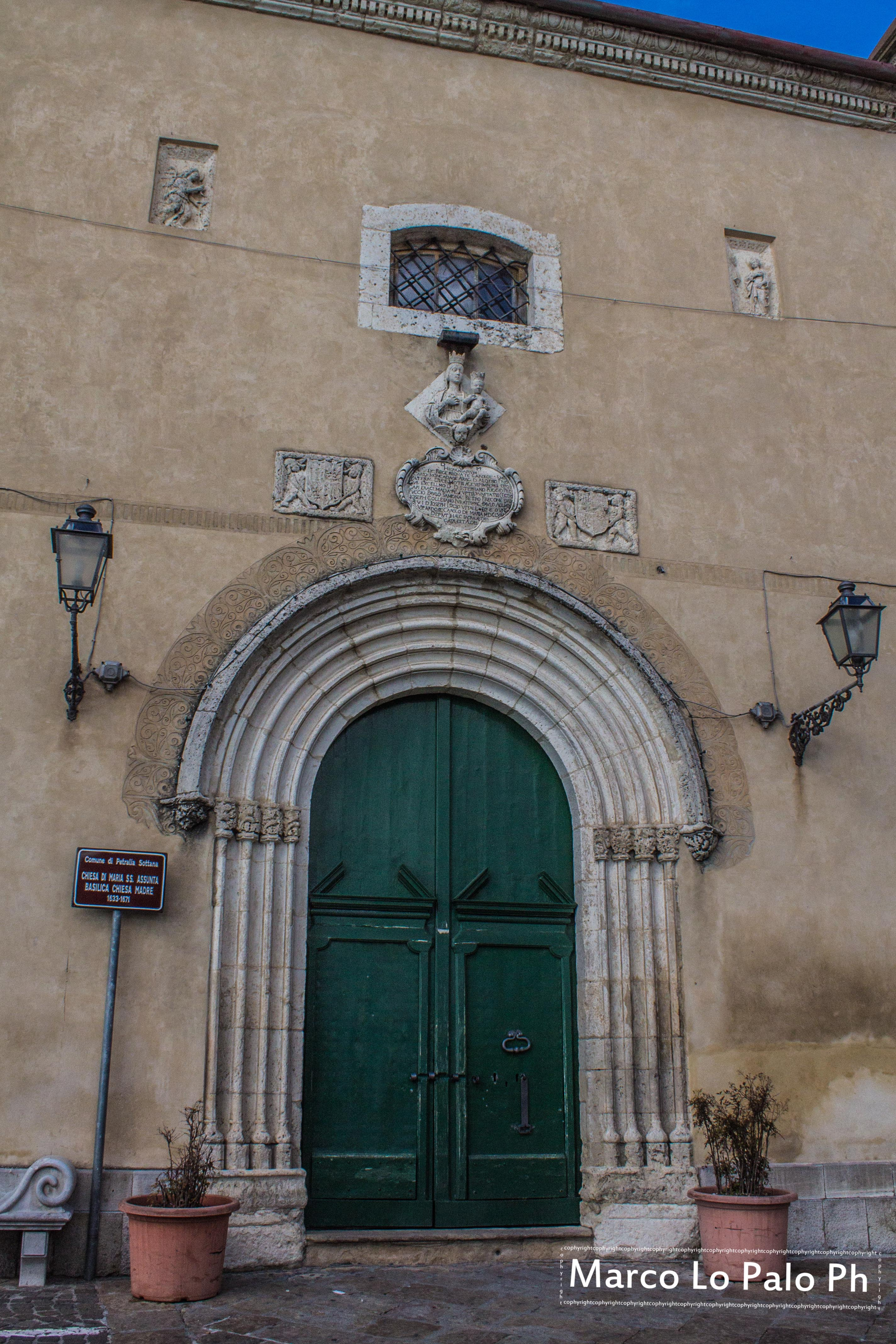
Portale secondario.

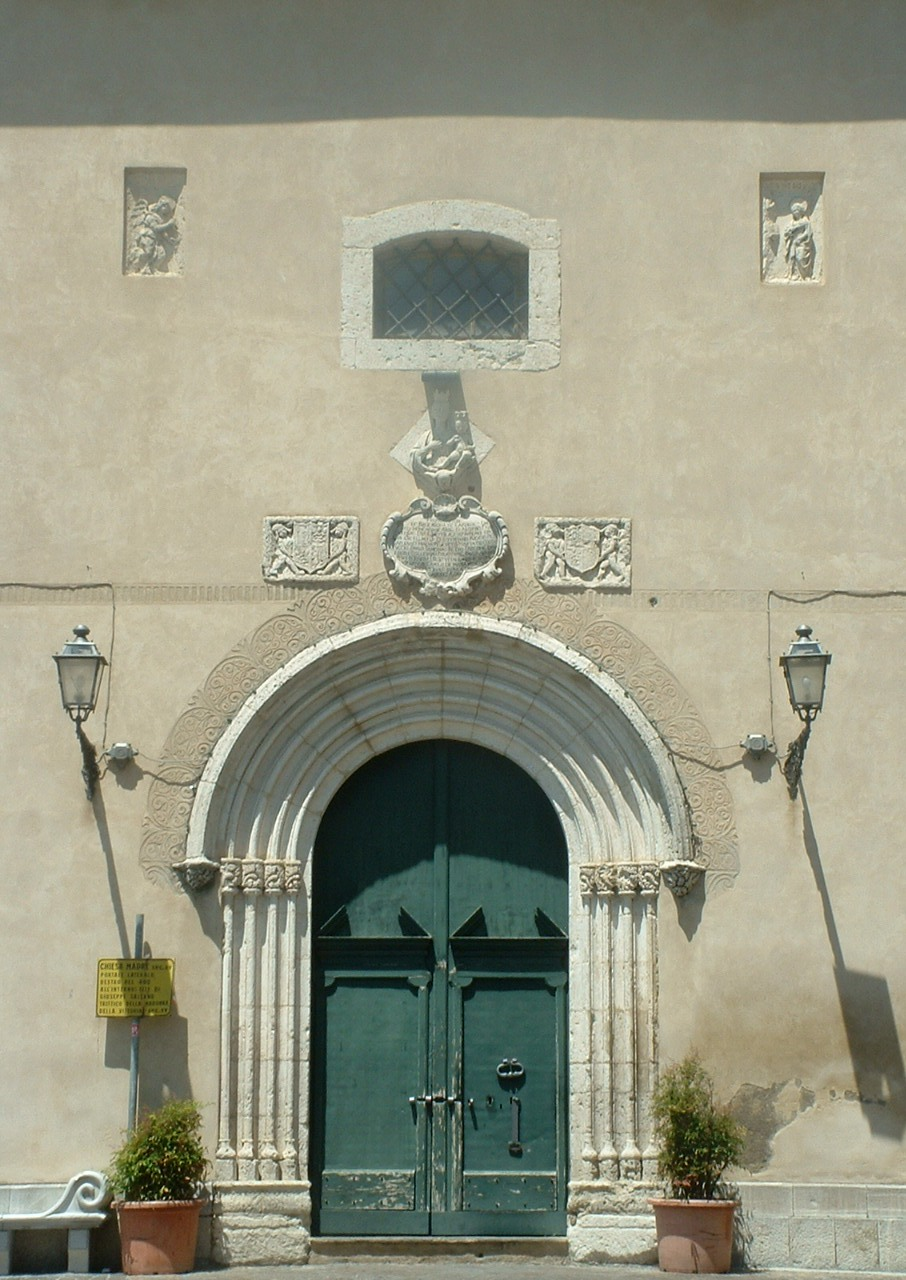
Portale secondario.

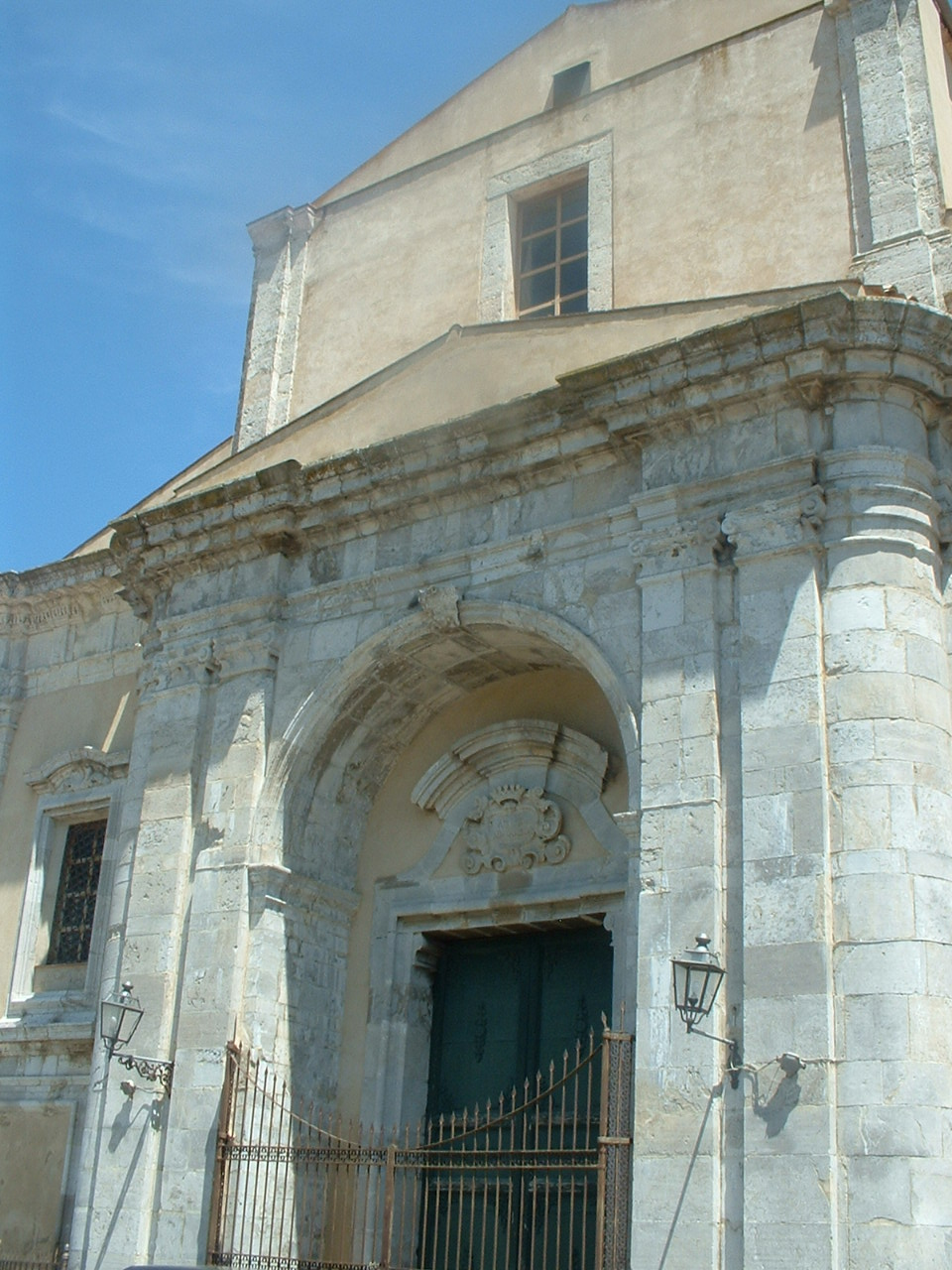
Portale principale.

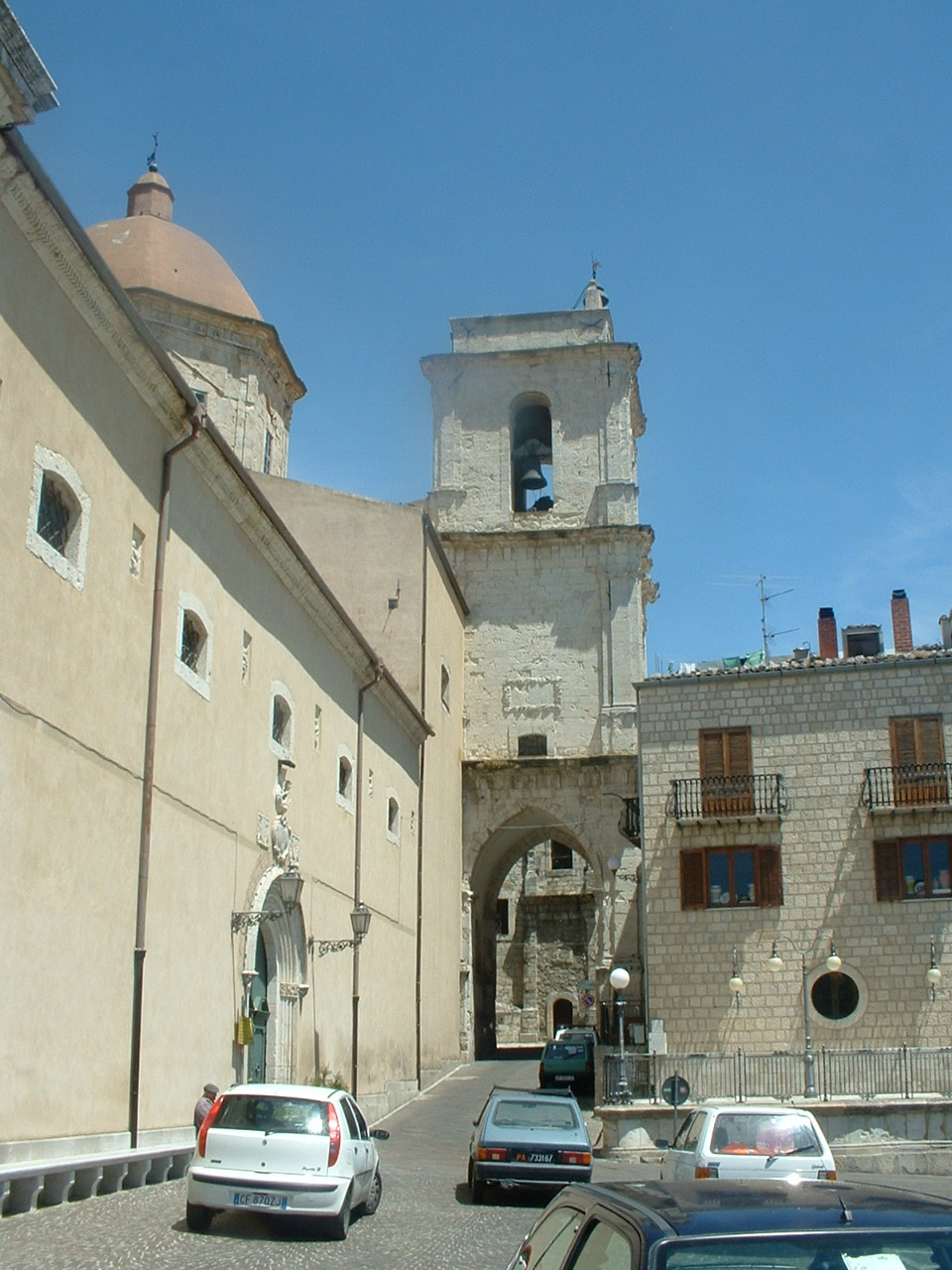
Campanile.

L'odierno Duomo di Petralia Sottana è frutto di un ingrandimento e totale rifacimento in forme barocche del sacro tempio avvenuto nel corso del XVII secolo, epoca in cui il preesistente tempio medievale non era più abbastanza capiente per la crescente popolazione della città che da rurale centro agricolo avrebbe pian piano ricoperto un ruolo centrale per l'area madonita. 

### Epoca arabo - normanno - sveva
Un edificio con diversa destinazione d'uso è verosimilmente esistente già nel IX secolo.
Sappiamo che l'antico tempio di epoca Normanna aveva sulla facciata la torre campanaria. Il portale gotico che oggi vediamo scoperto era protetto da un porticato con archi e colonne, presente ancora nel 1839. Si ha notizia, al suo interno, di una croce sospesa simile a quella della basilica di Collesano.

### Epoca aragonese
Dell'impianto quattrocentesco è pervenuto il portale laterale strombato di stile gotico - catalano, che conserva la decorazione a rilievo con foglie di cardo

### Epoca spagnola
Mentre la Sicilia nel XVII secolo è vicereame spagnolo, il tempio, divenuto angusto e poco fruibile, è ingrandito, previo spostamento della sacrestia, mediante la costruzione del transetto, del cappellone del coro, prima sistemato "in mezzo della chiesa", e delle due cappelle del SS.mo e della Natività. La struttura a pianta basilicale, ripartita in tre navate per mezzo di sei coppie di colonne monolitiche di stile tuscanico, fu realizzata fra il 1633 ed il 1680 con l'attiguo campanile in pietra bianca dotato di arco a sesto acuto che, insieme alla cupola, costituisce uno dei simboli identificativi del paese.

### Epoca Moderna
Nell'Ottocento si procede alla stuccatura degli interni e a diversi restauri alla cupola e alla lanterna, al rifacimento degli altari di quasi la totalità delle cappelle della chiesa. Nel 2017 viene votata dalla cittadinanza la proposta di restauro della cappella dell'Immacolata e del presbiterio. Tra il 2018 e il 2019 si procede al restauro degli interni del Duomo grazie a cospicue offerte del popolo.

## Facciata
Il magnifico prospetto principale, fu ideato nel 1725 da Girolamo Palazzotto nel corso di uno dei più corposi rifacimenti, con la funzione di contrafforte al prospetto pericolante in seguito al sisma del 1693. Il primo ordine, delimitato da poderose paraste sormontate da massiccio cornicione, comprende un unico monumentale portale ad arco aggettante inserito fra finestre ornate con eleganti cornici marmoree. L'arco in conci presenta lesene binate per lato, sormontate da capitelli corinzi e un architrave con più ordini d'articolata modanatura. Nel secondo ordine si ravvisano tre differenti ordini prospettici: un tozzo frontone a completamento del portale, il corpo mediano della navata delimitato da lesene con finestrone centrale, il frontone di chiusura in corrispondenza della copertura superiore. Nel prospetto meridionale è inserito un 
portale in stile gotico - catalano. costituito da esili pilastri e da archi a tutto sesto retti da capitelli a foglie di cardo. Sopra l'iscrizione relativa al completamento dei lavori della “seconda fabbrica”, è posto un bassorilievo raffigurante la Madonna con il Bambino che, insieme ai quattro Evangelisti e all'Annunciazione, è probabilmente parte di una custodia primitiva commissionata per l'interno in epoca cinquecentesca; le formelle riutilizzate sono attribuite a Giorgio da Milano.
- Controfacciata: sul portale, raggiungibile con scala a chiocciola laterale, è collocata la cantoria che ospita l'organo a canne, opera del 1659 di Santo Romano. L'organo è il più antico oggi esistente sulle Madonie.[5]
  - Nicchia destra: ambiente delimitato da inferriata con fonte battesimale cinquecentesco sormontato da cupolino in legno dipinto da Giuseppe Salerno detto "lo zoppo di Gangi".
  - Nicchia sinistra con altare e quadro di Sant'Antonio Abate della tebaide e un quadretto con i Re Magi adoranti il Bambin Gesù.
- Campanile.[1] La costruzione è a tre ordini sovrapposti: il primo è quasi totalmente occupato da un grande arco ogivale, nell'ultimo si aprono le monofore a sesto pieno attraverso le quali si scorgono le campane. Le Campane del Duomo sono in ordine di grandezza così chiamate: Campana di San Giuseppe (1626); Campana della Madonna (1626); Campana mezzana (1721); Campana del Rosario (1721), Campana delle Anime Sante.
- Cupola.[3] Sulla crociera poggia il tamburo fenestrato ottagonale della cupola - internamente emisferica, esternamente ogivale - con lanterna sormontata da palla, banderuola e croce ferrea, sotto cui pende la gran "Ninfa" di cristallo ad 80 bracci del 1862.

## Interno
L'interno presenta ornamenti e un ricco apparato decorativo in stucco con motivi barocchi, recentemente portati all'antico candore grazie ad un meticoloso lavoro di restauro, e decorato con i colori del cielo con riferimento al tema dell'Assunzione di Maria.

### Navata destra
- Prima campata: Cappella della Sacra Famiglia. Sulla sopraelevazione è custodito il dipinto raffigurante la Fuga in Egitto, opera commissionata a Giuseppe Salerno nel 1617. Sulla mensa dell'altare è collocata la statua lignea del 1649 raffigurante Sant'Antonio di Padova, opera attribuita a fra Macario da Nicosia, il Bambino è riferito a Filippo Quattrocchi.
- Seconda campata: Cappella della Madonna di Monserrato. Nell'edicola è collocato il dipinto raffigurante la Madonna di Monserrato, opera dell'ennese Ottaviano Basile, realizzata nel 1625.[6] Sulla mensa sono collocate le statue lignee dell'Arcangelo Michele in legno dorato e san Gabriele dell'Addolorata.
- Terza campata: portale laterale destro o meridionale.
- Quarta campata: Cappella di San Vincenzo. L'edicola custodisce la tela del Martirio di San Vincenzo di Saragozza opera del pittore Matteo Sammarco del 1655.[6] Sulla mensa è collocata la statua in legno del XVII secolo finemente dipinta con la tecnica ad Estofado raffigurante Giacomo il Maggiore[non chiaro] di ignoto autore.[7]
- Quinta campata: Cappella del Santissimo Crocifisso. L'ambiente custodisce un grandioso Crocifisso, anch'esso cinquecentesco, realizzato in legno e terracotta policroma. La campata è decorata da un affresco raffigurante le Tre Marie (Maria, Maria Maddalena e Maria di Cleofa) e San Giovanni Evangelista nell'atto di piangere la morte del Salvatore. Gli affreschi sono del pittore Corrado Vasto che li compì nel 1719. Sotto la mensa la statua in cera della Madonna Assunta o "Dormitio Virginis" donata in ex-voto da Santa Piraino. Ai piedi della croce il tronetto processionale della Madonna dell'Alto in stile Barocco.

### Navata sinistra
- Prima campata: Cappella di Sant'Orsola. Sulla sopraelevazione è collocato il quadro di stile manieristico raffigurante il Trionfo dell'Eucaristia con Santa Caterina da Siena e San Pietro Martire, opera di Giuseppe Salerno del 1617. Sulla mensa è collocata la statua lignea raffigurante San Francesco di Paola, firmata dal palermitano Vincenzo Genovese e realizzata nel 1785[6] e una San Sebastiano Martire.
- Seconda campata: Cappella di Maria Santissima del Rosario. Monumentale ambiente con rivestimenti marmorei commissionato nel 1670, nella nicchia è collocato il gruppo statuario raffigurante Vergine del Rosario col Bambino con San Domenico di Guzmán e Santa Caterina da Siena.[6]
- Terza campata: Cappella delle Cinque Piaghe. Nell'edicola un prezioso quadro del 1629 di Giuseppe Salerno raffigurante il Cristo al sepolcro.[5][6]
- Quarta campata: Cappella delle Anime Purganti. Al centro una Pietà litica policroma dell'inizio del XVI secolo attribuita a Francesco del Mastro,[5] un dossale ligneo dorato e decorato a specchi della prima metà del XVIII secolo di stile Rococò, l'Esaltazione della Croce del XVIII secolo.
- Quinta campata: Cappella dell'Immacolata Concezione.[5] Ambiente del 1620 stuccato a foglia d'oro chiuso da una balaustra in marmi mischi, Io splendido altare in marmi mischi con colonne tortili custodisce la statua dell'Immacolata concezione di scuola serpottiana.
- Altare della Madonne delle Grazie, con statua dello scultore trapanese Mario Ciotta (1732).

### Transetto
- Absidiola sinistra: Cappella della Natività.[7] L'ambiente ospita il gruppo marmoreo della Natività, manufatto marmoreo realizzato nel '500 da Bartolomeo Berrettaro e Francesco del Mastro,[8] mentre il completamente del Bambino è attribuito ad Antonello Gagini. Sulla mensa è custodito il busto ligneo raffigurante Santa Cecilia, realizzato da Antonio Mancuso nel 1666.[7]
  - Braccio transetto sinistro: Cappella della Madonna delle Grazie. Ambiente del 1662 con statua del XVIII secolo della Madonna col Bambino opera dello scultore trapanese Mario Ciotta.[5]
- Absidiola destra: Cappella del Santissimo Sacramento. Ambiente chiuso da una balaustra a tarsie marmoree, con interni e manufatti impreziositi da marmi pregiati, sulla volta gli affreschi a tema Eucaristico,[9] nell'edicola la pala d'altare raffigurante San Gandolfo da Binasco in preghiera.[5] Il barone Paolo Agliata, notaio, fondò l'Opera Pia che gestì l'Ospedale a lui intitolato e acquistò per sé e la sua famiglia il diritto di patronato della cappella nel 1658 infatti è ivi seppellito.[10]
  - Braccio transetto destro: Cappella della Madonna dell'Odigitria. Sull'altare la tela raffigurante i santi monaci eremiti che da Bisanzio trasportano a spalla Maria con Bambino.

### Altare
L'abside che si apre con due finestroni ed un rosone, sotto cui è posto un polittico marmoreo attribuito a Giorgio da Milano, dedicato all'Assunzione della Vergine, manufatto realizzato nel 1521, ove la Vergine in trono col Bambino è raffigurata tra San Pietro e San Paolo. In alto, nel secondo registro, la Visitazione da un lato e la Natività dall'altro. Nella parte superiore sono raffigurate al centro la Dormitio Virginis, ai lati l'Annunciazione, e nella predella la Pietà delimitata dalle figure di alcuni Apostoli.
Il presbiterio ospita il coro realizzato da Francesco Mancuso tra il 1722 e il 1725. Sulle pareti laterali in alto sono collocati otto dipinti, fra essi:
- Preziosissimo trittico, olio su tavola, con cornice gotica del XV secolo detto della "Madonna delle Vittorie" raffigurante la Vergine Maria con il Bambino in trono ritratta tra San Pietro e San Paolo, nel secondo ordine in alto la figura di Dio Padre con ai lati l'Annunciazione ripartita in due scomparti: Arcangelo Annunciate e Vergine Annunciata. Dipinto attribuito ad un anonimo pittore siciliano permeato dallo stile di corrente marchigiana, titolato come «Maestro delle Madonie», oggi riferito ad un pittore della cerchia di Pietro Ruzzolone.[3][11]
- San Mauro Abate, dipinto di Giuseppe Salerno, opera realizzata nel 1623.[3]
- Sant'Onofrio Anacoreta, dipinto di Giuseppe Salerno, opera proveniente dalla primitiva chiesa di San Pietro.[7]
- San Nicola Vescovo, tela seicentesca collocata sulla parete sinistra.
- Sant'Agata vergine e martire, tela seicentesca.
- Assunzione della Vergine, dipinto su tela.
- San Carlo Borromeo, dipinto su tela.

## Tesoro
La chiesa custodisce un tesoro comprendente opere di oreficeria ed argenteria, con pezzi d'epoca medievale, barocca e neoclassica, tra essi un candelabro arabo con incisioni a caratteri cufici, una preziosa croce astile, vesti, paramenti e arredi sacri, nonché un interessante ed antico archivio, recentemente riordinato e reso fruibile.